# L'ultima tentazione di Cristo
L'ultima tentazione di Cristo (The Last Temptation of Christ) è un film del 1988 diretto da Martin Scorsese. 
Il film rappresenta l'adattamento cinematografico del romanzo L'ultima tentazione (O teleftéos pirasmós) dello scrittore greco Nikos Kazantzakis, pubblicato nel 1955.
Frutto di una lunga gestazione da parte di Scorsese, il film - così come il romanzo in precedenza - venne accompagnato da innumerevoli critiche e prese di posizione, le stesse che avevano bloccato il progetto iniziale nel 1983: "Una valanga di lettere alla direzione deplora il romanzo blasfemo e una campagna di boicottaggio telefonico manda in crisi gli uffici della società".
Nonostante le critiche, Martin Scorsese ricevette una nomination all'Oscar come miglior regista, mentre Barbara Hershey venne nominata ai Golden Globe come miglior attrice non protagonista e Peter Gabriel per la miglior colonna sonora originale. Keitel fu candidato al Razzie Award come peggior attore non protagonista.

## Trama
Gesù vede il rapporto con l'Eterno come persecutorio. Vorrebbe vivere come gli altri, avere una famiglia, non comprende il suo percorso messianico, così cerca di sfuggirgli fabbricando croci per i Romani. Un giorno decide di intraprendere la sua peregrinazione. Va a trovare Maria Maddalena, prostituta perché rifiutata da lui in gioventù, e le resiste. Va nella confraternita degli Esseni e parla con il maestro, mentre in realtà egli giace morto. Convinto oramai della sua peculiarità, Gesù convince Giuda a seguirlo insieme ai primi discepoli e a farsi battezzare da un urlante Giovanni Battista. Affronta nel deserto le tentazioni di Satana, dapprima sotto forma di serpente, a indicare la carnalità, poi di leone, a indicare il narcisismo del cuore, per infine palesarsi sotto forma di fiamme. Salva Maria Maddalena dalla lapidazione, esordisce con il Discorso della Montagna e compie miracoli. Nonostante tutto ciò, i dubbi continuano a perseguitarlo. Entra a Gerusalemme, scaccia i mercanti dal tempio, sembra voler innescare una rivolta, ma egli conosce già il suo destino sacrificale, così convince il suo maggiore discepolo, proprio Giuda, a tradirlo per farsi catturare facilmente. Finisce dinanzi al governatore Pilato che lo condanna a morte. Crocifisso sul Calvario, Gesù scorge un angelo sotto forma di fanciulla che afferma di essere venuto a salvarlo.
Il Nazareno è libero e può finalmente sposarsi, dapprima con Maddalena e poi, alla morte improvvisa di costei, con la sorella di Lazzaro, Maria di Betania, con la quale crea una famiglia. Un giorno, mentre è a passeggio, Gesù vede Paolo che sta predicando la venuta del Messia, il suo sacrificio e la sua risurrezione. Egli si avvicina rivelandogli la propria identità, affermando di vivere la propria vita di persona comune. Paolo gli risponde che la gente soffre ed è infelice, e che la loro unica speranza è quella del Gesù risorto, che salverà il mondo dai peccati. Paolo conclude dicendogli che il "suo Gesù" è molto più forte e potente di lui e questo lo porterà a continuare la sua opera di predicazione.
Passano gli anni: è il 70 d.C. ed è l'inizio dell'offensiva romana contro gli Ebrei. Gesù giace su un letto, vecchio e moribondo, quando riceve la visita di Giuda e di altri apostoli; Giuda lo rimprovera di non aver portato a termine la missione e gli rivela che l'angelo a cui aveva creduto era in realtà Satana, che gli si rivela esattamente come tanti anni prima, sotto forma di fiamme. Spaventato e pentito, in uno scenario apocalittico di tenebre, tra le urla di una Gerusalemme in fiamme, Gesù striscia fuori di casa implorando il perdono al Signore e chiedendogli di farlo tornare il Messia. D'un tratto egli si ritrova nuovamente sul Golgota, appeso alla croce. Si è trattato soltanto di una allucinazione, l'ultima tentazione di Satana per allontanarlo dalla sua missione. Pronunciate le parole "tutto si è compiuto", Gesù muore.

## Produzione

### Sviluppo
Il regista Martin Scorsese aveva desiderato realizzare un film su una versione inedita della vita di Gesù fin dall'infanzia.

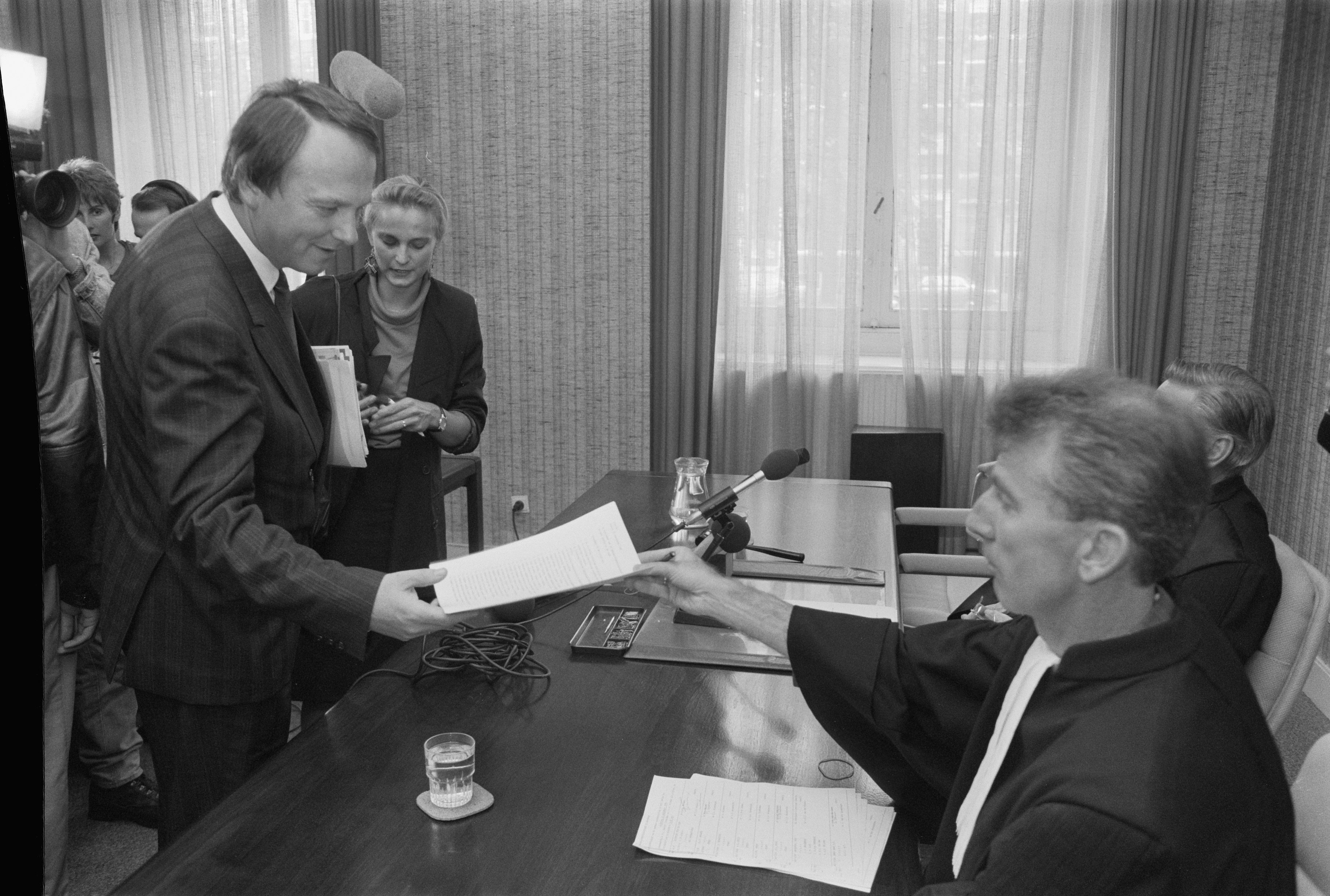
Parte del cast durante la conferenza stampa per il film, il 22 settembre 1988

Nel 1972, mentre dirigeva il film America 1929, con protagonista Barbara Hershey, proprio quest'ultima gli diede una copia del romanzo di Nikos Kazantzakis. A Scorsese tale opera piacque talmente tanto che già alla fine degli anni '70 contattò Paul Schrader per realizzarne l'adattamento. Tuttavia, soltanto nel 1986 l'Universal Studios avrebbe iniziato ad interessarsi al progetto e a produrlo. In realtà il film doveva iniziare nel 1983 e fu bloccato a 4 giorni dall'inizio delle riprese, con conseguente perdita dei 5 milioni di dollari d'investimento iniziale, sui 12 complessivi.
Il budget del film ammonta a 7 milioni di dollari.

### Cast

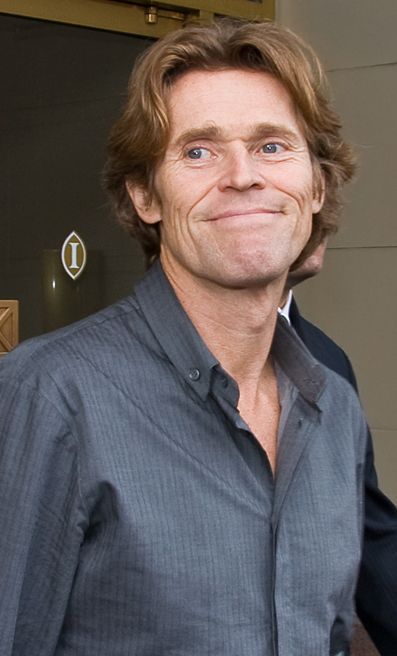
Willem Dafoe, che all'epoca delle riprese aveva 33 anni come Gesù, venne scelto da Scorsese dopo la defezione di Aidan Quinn

All'epoca del primo progetto (1983) il ruolo di Gesù era stato pensato per Robert De Niro, impegnato nelle riprese di C'era una volta in America, ma "per la prima volta dall'inizio della loro collaborazione, l'attore rifiutò".

L'attore italoamericano disse al riguardo: 
L'attore diede comunque la disponibilità a far parte del cast in qualche altro ruolo. Dopo il rifiuto di De Niro, venne scritturato Aidan Quinn, che era pronto per la parte nel 1983, all'epoca del primo progetto del film non realizzato: cinque anni dopo Quinn è però impegnato in altri progetti e declina la parte. Scorsese pensa quindi a Christopher Walken, ma soprattutto a Willem Dafoe, che il regista aveva notato sia in Vivere e morire a Los Angeles (1985) sia in Platoon, dove risulta "esplosivo nella sua volontà sacrificale".
Il resto del cast venne confermato rispetto al 1983, con Harvey Keitel nel ruolo di Giuda e Barbara Hershey in quello di Maria Maddalena: entrambi gli attori avevano già proficuamente collaborato con Scorsese in diversi film degli anni settanta. Nel ruolo di Pilato, all'inizio pensato per Sting, si passò a David Bowie che "con tempi da vera rockstar gira la sua sequenza in un solo giorno".

### Riprese
Le riprese, interamente realizzate in Marocco, iniziarono il 15 ottobre 1987 e si conclusero il 20 dicembre seguente.

## Colonna sonora
La colonna sonora de L'ultima tentazione di Cristo venne pubblicata un anno dopo il film, sotto il nome di Passion: Music for The Last Temptation of Christ di Peter Gabriel, considerato un capolavoro della neonata world music.
Per la realizzazione l'ex membro dei Genesis si avvalse della collaborazione di artisti internazionali di musica tradizionale quali Youssou N'Dour, Baaba Maal, Billy Cobham, Ravi Shankar e Nusrat Fateh Ali Khan. Ad esso si accompagna a completare l'album Passion sources, promuovendo i suddetti artisti nel loro repertorio di brani importanti, finora sconosciuti al pubblico occidentale.

## Distribuzione
Il film uscì nelle sale cinematografiche statunitensi il 12 agosto 1988, mentre in Italia il 7 settembre seguente, giorno in cui venne proiettato in anteprima mondiale alla 45ª Mostra internazionale d'arte cinematografica di Venezia.

## Accoglienza

### Incassi
In Italia ai botteghini il film incassò 1,5 milioni di euro, mentre 33,8 milioni di dollari in tutto il mondo.

### Critica
Superata la fase travagliata di realizzazione, il film ha scatenato polemiche e reazioni. In Italia, ma non solo, si invocò un'azione censoria dalle autorità: in alcune nazioni come Cile, Filippine e Singapore il film non è finora circolato. Comportamenti di gruppi cristiani integralisti sono talvolta degenerati in episodi di violenza a danno di sale e spettatori, come in Francia.
Anche in Italia, se da un lato il film non ebbe molto successo di pubblico, circolando in tarda estate, dall'altro le polemiche portarono una qualche pubblicità indiretta e destarono comunque una diffusa curiosità nei confronti della tematica. Il giudizio dei detrattori si mostrava indifferente alle scene contestate, insistendo piuttosto su un'"immagine negativa ed eterodossa del Nazareno, qui imperfetto e dubitabondo".

## Riconoscimenti
- 1989 - Premio Oscar
  - Candidatura al miglior regista a Martin Scorsese

- 1989 - Golden Globe
  - Candidatura alla miglior attrice non protagonista a Barbara Hershey
  - Candidatura alla miglior colonna sonora originale a Peter Gabriel

- 1988 - Los Angeles Film Critics Association Award
  - Candidatura al miglior regista a Martin Scorsese

- 1988 - Mostra internazionale del cinema di Venezia
  - Filmcritica "Bastone Bianco"

- 2004 - MTV Movie Awards México
  - Candidatura al miracolo più divino in un film a Willem Dafoe e le nozze di Cana

- 1988 - Razzie Awards
  - Candidatura al peggior attore non protagonista a Harvey Keitel